# Astolphe de Custine
Astolphe-Louis-Léonor, Marchese di Custine (Niderviller, 18 marzo 1790 – Saint-Gratien, 25 settembre 1857) è stato un viaggiatore e scrittore francese.

## Biografia
Nacque nel castello di Niderviller in Lorena. Il padre, Armand-Philippe, diplomatico, fu ghigliottinato il 2 giugno 1793 durante la rivoluzione francese, benché vi avesse aderito. Sorte analoga toccò al nonno, Adam-Philippe, il 27 luglio 1794 (9 termidoro, giorno della caduta di Robespierre). Dopo i due tragici eventi, la madre, Delphine, contessa de Sabran, fu imprigionata nel convento delle Carmelitane adibita da tempo a prigione, per poi fuggire all'estero. Al tempo del Consolato, grazie all'aiuto di Fouché, le fu consentito di recuperare l'ingente patrimonio. La donna acquistò nel 1803 il castello di Fervaques, nel Calvados, dove si stabilì: qui crebbe in solitudine Astolphe. Attorno al 1802 la madre iniziò una relazione con François-René de Chateaubriand, conclusasi in amicizia nel 1805. Questi è ospite frequente del castello e sarà, nelle grate parole di ricordo di Astolphe, «la prima guida che ho avuta nella mia vita. L'uomo che suscitò nella mia giovinezza la più grande ascendenza». 
Nelle sue Mémoires d'outretombe, Chateaubriand rievocherà con struggente nostalgia i momenti passati al castello di Fervaques e gli incontri ai quali prese parte. Come racconterà Astolphe nel suo romanzo autobiografico, Aloys, la madre cercò inutilmente di farlo arruolare negli eserciti del conte di Artois e, alla caduta di Napoleone, di introdurlo nelle anticamere del Congresso di Vienna; poi di fargli impalmare delle ricche ereditiere: la prima fu Albertine de Staël, la seconda la figlia della duchessa di Duras. Ma Astolphe romperà il fidanzamento con entrambe alla vigilia delle nozze. Nel 1821, a trent'anni, si sposò con una nobile di provincia; ma la moglie morì, all'età di ventun anni, durante il parto, dopo appena due anni di matrimonio. Il figlio, Enguerrand, morirà a due anni di meningite, nel 1826. 
La mattina del 28 ottobre 1824, da alcuni mesi rimasto vedovo, a 34 anni, è implicato in uno scandalo sessuale. Dopo aver avuto un rapporto omosessuale con un soldato, fu battuto a sangue dai compagni di reggimento dell'amante e ritrovato su un marciapiede mezzo nudo, dalle parti di Saint-Denis. Tutta Parigi lo viene a sapere sulle pagine dei giornali e Astolphe si ritrova con la reputazione distrutta. Dopo un periodo di isolamento sociale, non si peritò più a nascondersi e vivrà ufficialmente con un giovane, Edouard de Saint-Barbe, rimastogli fedele. Trentenne, si mise a scrivere romanzi, ma senza alcun successo. Si orienta quindi ai racconti di viaggio: usa la tecnica della lettera inviata agli amici immaginari. I suoi scritti si fanno apprezzare: L'Espagne sous Ferdinand VII ottenne le lodi di Honoré de Balzac. Ma la fama imperitura, per cui ancor oggi il marchese de Custine è celebre, riguarda il reportage del suo viaggio in Russia nel 1839, intitolato La Russie en 1839 (in italiano: Lettere dalla Russia: la Russia nel 1839). Il libro documenta non solo il viaggio fisico nell'Impero russo - nella capitale, alla corte imperiale, nelle campagne, tra gli apparati statali - riportato attraverso lettere che per ragioni prudenziali non vennero mai spedite, ma abbraccia anche acute riflessioni sulla società, l'economia e lo stile di vita del popolo durante il regno di Nicola I.
Così spiegava il sentimento di ammirazione che lo guidò alla partenza: «recatomi in Russia per cercarvi argomenti contro il governo rappresentativo, ne ritorno partigiano delle costituzioni». Rimase profondamente colpito dagli abusi della dispotica autocrazia russa e dalla sua inefficiente burocrazia. Scrisse: 
 L'opera suscitò immediato rumore e qualche reazione politica.. Il resoconto fu il suo unico, inaspettato, successo nella carriera letteraria che bramava: divenuto ben presto un bestseller internazionale, suscitò grandi consensi tra il pubblico liberale e bourgeois nell'Europa occidentale, meritando una traduzione in russo, che però venne subito vietata dalla censura governativa in Russia. Il testo di Custine è tuttora considerato, per la profondità e la preveggenza dell'analisi sulle pieghe e le piaghe del sistema dispotico zarista, prevedendone il crollo in un regime ancora più dispotico, come il corrispettivo per la Russia del famoso saggio scritto da Alexis de Tocqueville, La democrazia in America, che Astolphe aveva già letto. De Custine fu riscoperto solo dopo la Seconda Guerra Mondiale, quando le sue annotazioni sul tirannico potere zarista troveranno una correlazione diretta col regime comunista che lo aveva sostituito, trasformandolo in un precursore della critica al bolscevismo.
Oltre che resoconti di viaggi scrisse romanzi, poesie, saggi filosofici e politici, e una tragedia. Nelle sue opere, talvolta un po' caotiche, emergono lo spirito osservativo lucido e profondo e la capacità introspettiva.

## Opere
- Aloys ou le Religieux du mont Saint-Bernard, Paris: Vezard, libraire, Passage Choiseul n. 44-46, 1829
- Mémoires et voyages, ou lettres écrites à diverses époques, pendant des courses en Suisse et en Calabre par m. de Custine, Louvain: chez F. Michel imprimeur-libraire de l'Université, 1830
  - Traduzione italiana: Lettere dalla Calabria; introduzione di Carlo Carlino; postfazione di Vittorio Cappelli, Soveria Mannelli: Rubbettino, 2008, ISBN 978-88-498-2253-3
- Béatrix Cenci: tragédie en cinq actes et en vers, Paris: H. Fournier jeune, 1833
- Le Monde comme il est, 2 voll., Paris: Eugène Rendue, 1835
- L'Espagne sous Ferdinand VII, 4 voll., Bruxelles: Société belge de Librairie, 1838
- Ethel, 1839
- La Russie en 1839, 4 voll., II ed., revue, corrigée et augmentée, Paris: Librairie D'Amyot, 1843
  - edizione ridotta apparsa col titolo Lettres de Russie, Paris: Plon, I ed. 1951
  - Traduzione italiana: Lettere dalla Russia; trad. e nota introduttiva di Renato Arienta, Milano: Silva, 1961
- Lettres de Russie. Édition et choix de Pierre Nora, Gallimard, Paris, 1975
  - Traduzione italiana: Lettere dalla Russia; trad. Lucio Settembrini (pseudonimo di Piero Buscaroli), prefazione di Piero Buscaroli, Collana "La Torre d'avorio", Torino: Fogola, 1977
  - Traduzione italiana: Lettere dalla Russia; trad. Paola Messori, Collana Biblioteca n.634, Milano: Adelphi, 2015, ISBN 978-88-459-2973-1
- Romuald ou la Vocation, 1848
- Lettres inedites au marquis de La Grange; publiés par le comte de Luppe, Paris: Les Presses Françaises, 1925
- Souvenirs et portraits; textes choisis et presentés par Pierre de Lacretelle, Monaco: Editions du Rocher, 1956